# The North Shore
The North Shore es un municipio canadiense situado en la provincia de Ontario.

## Superficie
The North Shore tiene una superficie de 230,17 km².

## Demografía
En 2021, tenía 531 habitantes, una densidad poblacional de 2,3 hab./km², y 365 viviendas.